# Agylla sericeipennis
Agylla sericeipennis là một loài bướm đêm thuộc phân họ Arctiinae, họ Erebidae.